# Russell Bufalino
Russell Alfred Bufalino (născut Rosario Alfredo Bufalino; n. 29 octombrie 1903, Montedoro, Sicilia, Regatul Italiei – d. 25 februarie 1994, Kingston⁠(d), Pennsylvania, SUA) a fost un gangster italoamerican de origine siciliană care a ocupat funcția de boss al familiei Buffalino⁠(d) din nord-estul statului Pennsylvania⁠(d) din 1959 până în 1989. Acesta era văr cu avocatul William Bufalino⁠(d), consilier al lui Jimmy Hoffa. Buffalino a încetat din viață pe 25 februarie 1994.